# Idotea pelagica
Idotea pelagica är en kräftdjursart som beskrevs av Leach 1815. Idotea pelagica ingår i släktet Idotea, och familjen tånglöss. Arten är reproducerande i Sverige. Inga underarter finns listade.